# پورتو نوو (دماغه سبز)
پورتو نوو (پرتغالی: Porto Novo) یک منطقهٔ مسکونی در دماغه سبز است که در جزایر بارلاونتو واقع شده‌است.